# Сиджило
Сиджѝло (на италиански: Sigillo) е малко градче и община в Централна Италия, провинция Перуджа, регион Умбрия. Разположено е на 490 m надморска височина. Населението на общината е 2532 души (към 2010 г.).